# Ichneumon rosaceus
Ichneumon rosaceus är en stekelart som beskrevs av Franz Paula von Schrank 1837. Ichneumon rosaceus ingår i släktet Ichneumon och familjen brokparasitsteklar. Inga underarter finns listade i Catalogue of Life.